# Ben Chifley
Joseph Benedict Chifley (/ˈtʃɪfli/; 22 de septiembre de 1885-13 de junio de 1951) fue un político australiano que se desempeñó como Primer Ministro de Australia, ocupando el cargo de 1945 a 1949. Fue el líder del Partido Laborista Australiano desde 1945 hasta su muerte.
Chifley nació en Bathurst, Nueva Gales del Sur. Tras dejar la escuela consiguió trabajo en la compañía estatal de trenes, logrando el puesto de motorista. Se destacó como líder sindical antes de dedicarse a la política, y fue el director del periódico The National Advocate. Luego de algunas candidaturas fallidas, Chifley fue elegido al parlamento en 1928. En 1931, fue designado Ministro de Defensa en el gobierno de James Scullin. Sirvió en el gabinete hasta las elecciones de 1931, cuando el gobierno sufrió una derrota aplastante.